# Chengguan
Chengguan léase Cheng-Kuán (en chino simplificado, 城关区; pinyin, Chéngguān qū) es un distrito urbano bajo la administración directa de la ciudad-prefectura de Lanzhou. Se ubica en la provincia de Gansu, centro-norte de la República Popular China. Su área es de 220 km² y su población total para 2010 fue +1,2 millones de habitantes.

## Administración
El distrito de Chengguan  se divide en 24 pueblos que se administran en subdistritos.